# ستيفن دنت
ستيفن دنت (بالإنجليزية: Stephen Dent)‏ هو مهندس الصوت أمريكي، ولد في 28 ديسمبر 1972.

## وصلات خارجية
- ستيفن دنت على موقع ميوزك برينز (الإنجليزية)
- ستيفن دنت على موقع ديسكوغز (الإنجليزية)